# 東郷村 (島根県)
東郷村（とうごうむら）は、島根県周吉郡にあった村。現在の隠岐の島町の南東端、町中心部の北東一帯にあたる。

## 地理
- 海洋：日本海
- 島嶼：島後、大亀島、津ノ目島
- 山岳：金橋山

## 歴史
- 1904年（明治37年）5月1日 - 島根県隠岐国ニ於ケル町村ノ制度ニ関スル件の施行により、東郷村・飯田村・犬来村・釜村・大久村の区域をもって発足。
- 1954年（昭和29年）7月1日 - 西郷町・中条村・磯村と合併し、改めて西郷町が発足、同日東郷村廃止。